# Wały Chrobrego
Wały Chrobrego (pierwotnie niem. Hakenterrasse, w znaczeniu dosłownym: Taras Hakena) – taras widokowy o długości ok. 500 m w Szczecinie na skarpie wzdłuż Odry. Słynne założenie urbanistyczno-architektoniczne współtworzące, wraz z Muzeum Narodowym w Szczecinie, Zamkiem Książąt Pomorskich i katedrą pw. św. Jakuba, nadodrzańską sylwetę miasta, widoczną z głównych tras dojazdowych od wschodu biegnących przez mosty i wiadukty. Zaprojektowane i wzniesione według koncepcji Wilhelma Meyera-Schwartau w latach 1902–1921 z inicjatywy nadburmistrza Hermanna Hakena, na cześć którego został taras pierwotnie nazwany.

## Historia
W 1873 rozpoczęło się wyburzanie XVIII-wiecznych fortyfikacji Szczecina. Pierwsza koncepcja zabudowy terenów likwidowanego Fortu Leopold na wyniosłym brzegu Odry powstała w 1876. Od 1878 do 1907 urząd nadburmistrza Szczecina sprawował Hermann Haken. Dzięki jego wielkiemu zaangażowaniu kolejną koncepcję opracowano w 1894, a w 1901 podjęto decyzję o realizacji. W latach 1902–1907 uformowano, na wysokości 19,3 m n.p.m. (19 m nad poziomem Odry Zachodniej), taras widokowy według projektu urbanistycznego Wilhelma Meyera-Schwartau. Na szczycie nasypów ziemnych wzdłuż Odry powstała wysadzana drzewami aleja spacerowa, zakończona na krańcach półokrągłymi placykami. Tuż pod nimi znajdują się dwie symetryczne drogi zjazdowe biegnące w dół wzdłuż ziemnych skarp, ku środkowi założenia. Na osi poprzecznej promenady zbudowano nieco niższy półokrągły taras centralny, wsparty rustykowanym murem oporowym, flankowany dwoma mniejszymi tarasami, nad którymi wznoszą się pawilony widokowe, w kształcie owalnych kopuł wspartych na jońskich kolumnach. Pośrodku tarasu centralnego postawiono kamienną rzeźbę przedstawiającą walkę człowieka z centaurem dłuta Ludwiga Manzla. Na osi, w murze oporowym wydrążono półkolistą niszę, ujętą w dwa ryzality po bokach, z niszami na posągi. U ich podnóża umieszczono półkonchowe baseniki. Kompozycja ta stanowi tło dla rozległej fontanny. W koronie muru, pod kamienną balustradą znajdują się herby miast pomorskich. Przed fontanną zbudowano dwie wieże oświetleniowe stylizowane na latarnie morskie. Kompleks tarasów połączono z nabrzeżem Odry dwoma biegami schodów biegnących po łukach wzdłuż muru oporowego centralnego tarasu.
W latach 1906–1912 w północnej części tarasu zbudowano według projektu Paula Kieschke kompleks architektoniczny dla ówczesnej rejencji szczecińskiej, w którym obecnie ma swoją siedzibę Urząd Wojewódzki. W centrum rozpoczęto budowę gmachu Muzeum Miejskiego według projektu Wilhelma Meyera-Schwartau – obecnie Muzeum Narodowe w Szczecinie. Zbudowano skrzydło od strony od strony Odry i elewacje boczne. Budowę przerwano w 1913 – planowanego skrzydła od strony miasta nigdy nie wzniesiono. Dalej na południe od muzeum zbudowano dwa gmachy: w latach 1902–1905 Zakład Ubezpieczeń Społecznych projektowany przez Emila Drewsa oraz Naczelna Dyrekcję Ceł zaczętą przez K. Hinckledeyna, zakończoną w latach 1918–1921 przez Osterwolda. Planowano na skraju nigdy nie zbudowaną wieżę. Dzisiaj obydwa połączone gmachy są siedzibą Politechniki Morskiej. Za muzeum rozciąga się w kierunku miasta regularny, prostokątny plac, z kompleksem tarasów wyrównujących różnicę między placem a wyżej położonym terenem miasta. W centrum tarasu znajdował się pierwotnie pomnik cesarza Fryderyka III. Obecnie wznosi się tam betonowy pomnik Adama Mickiewicza dłuta Sławomira Lewińskiego, odsłonięty w 1960. Dalej na zachód znajduje się Park im. Stefana Żeromskiego o nieregularnym planie (dawny Cmentarz Grabowski, pierwotnie niem. Grabower Friedhof). 
Hakenterrasse przetrwało działania wojenne bez większych uszkodzeń. Powojenne ingerencje dotyczyły przede wszystkim wnętrz budynków. Część gmachu Muzeum adaptowano na potrzeby Teatru Współczesnego, zmieniono zwieńczenia wieży i zlikwidowano narożne pawiloniki na dachu. W niszach po obu stronach fontanny postawiono figury Jana z Kolna i Wyszaka. Nazwy miast zachodniopomorskich zamieniono na polskie. Od zachodniej strony budynku Politechniki Morskiej dobudowano salę gimnastyczną i laboratorium silnków okrętowych. W pomieszczeniach podziemi północnego pawilonu powstała restauracja Chrobry. Na krańcach promenady mieszczą się drewniane budynki restauracji Columbus i Colorado. Po 1989 oczyszczono zszarzałe elewacje tarasów, latarń i Gmachu Głównego Muzeum Narodowego w Szczecinie oraz Urzędu Wojewódzkiego oraz częściowo zrekonstruowano dawne malatury hallów w obydwu budynkach. Odrestaurowano też tablicę dedykacyjną ku czci Hermanna Hakena w murze oporowym tarasu. 
Całe założenie jest jednym z najciekawszych i najbardziej monumentalnych kompleksów urbanistyczno-architektonicznych z początku XX w. w tej części Europy. W centrum znajduje się symetryczna osiowa kompozycja łącząca taras centralny, gmach Muzeum i plac miejski. Budynki po bokach Muzeum mają już mniej regularne rzuty. Ich historyzujące neorenesansowe elewacje, nawiązujące do renesansu niderlandzkiego, z czerwonej cegły i bielą kamiennych obramień otworów, kontrastują z wczesnomodernistycznym budynkiem Muzeum, i murem oporowym tarasu, wyłożonych piaskowcem. Najbardziej na południe wysunięty budynek dawnego Zakładu Ubezpieczeń zbudowano w stylu neobarokowym. Od strony miasta kompozycję zamyka swobodnie zakomponowany park. Dawne Hakenterasse zostały więc zaprojektowane jako kompleks różnorodny stylowo łączący nowoczesność z tradycją. Symetryczny rygor centrum jest stopniowo łagodzony przez flankującą zabudowę i park o coraz bardziej rozluźnionej kompozycji, płynnie łączącej centralne założenie osiowe z typową zabudową miejską.
Zespół tarasów widokowych Wały Chrobrego znajduje się w rejestrze zabytków nieruchomych pod nr rej. A-1326 z 18.12.1996 r.

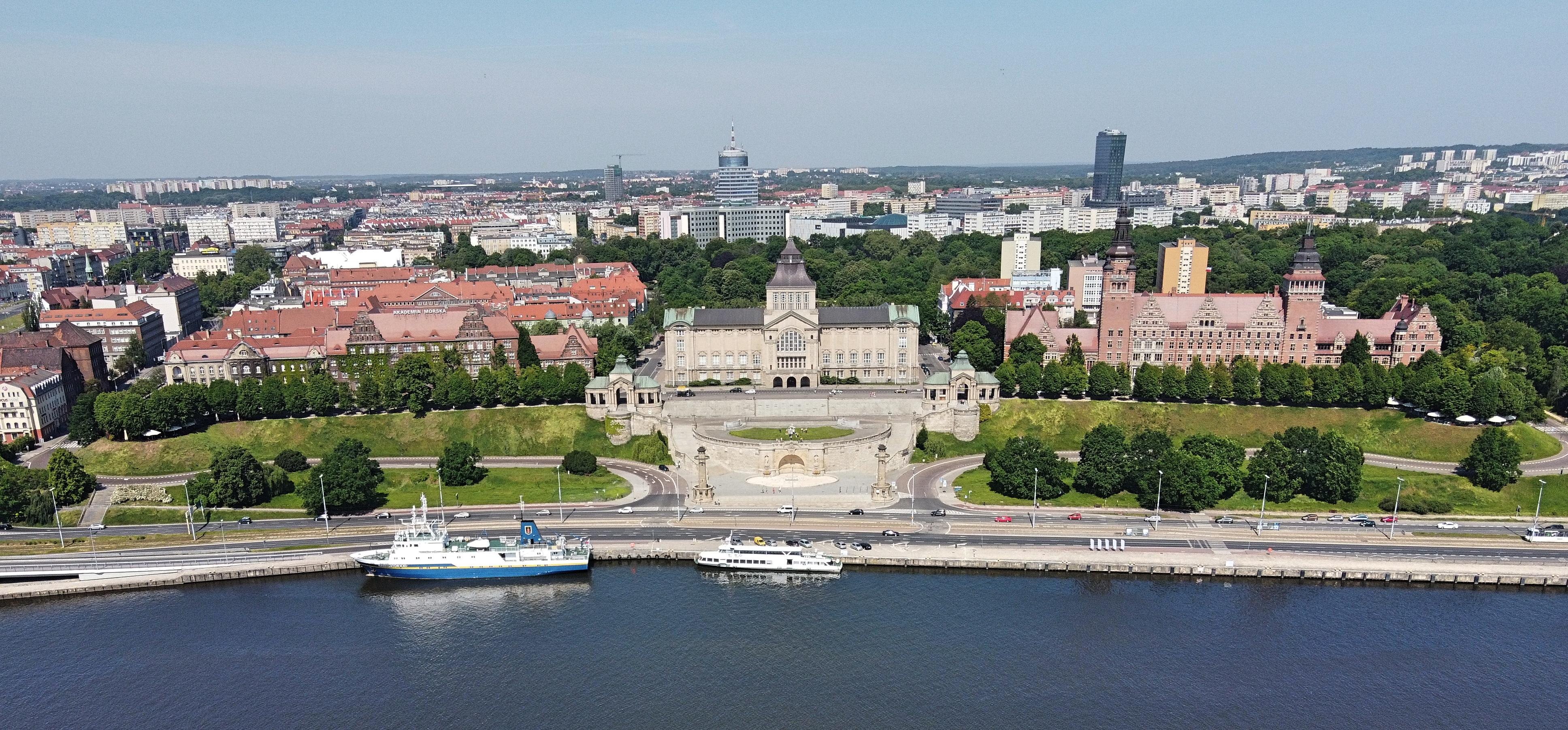
Wały Chrobrego

## Zdjęcia

Wały Chrobrego
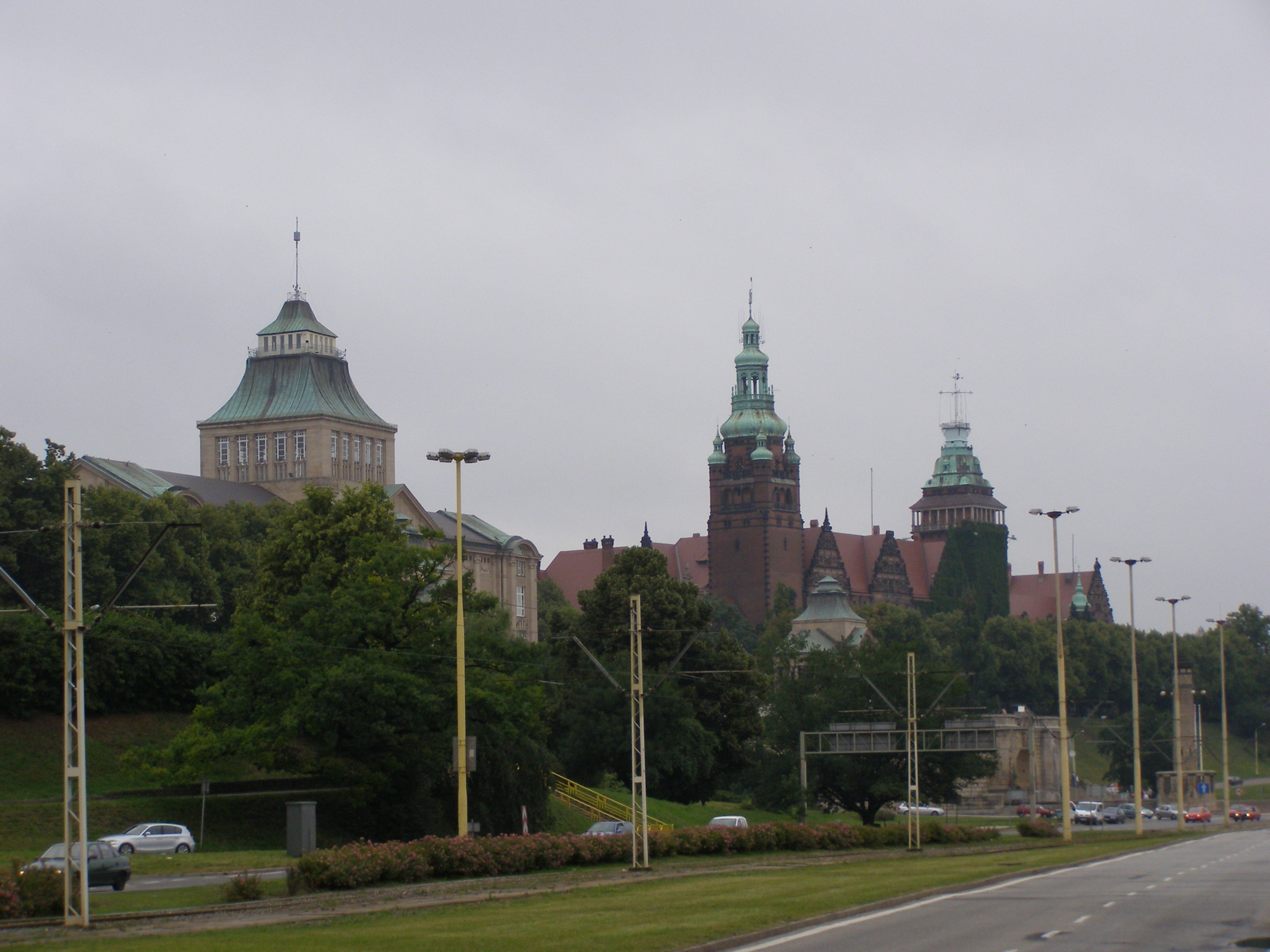
Wały Chrobrego w 2009 roku
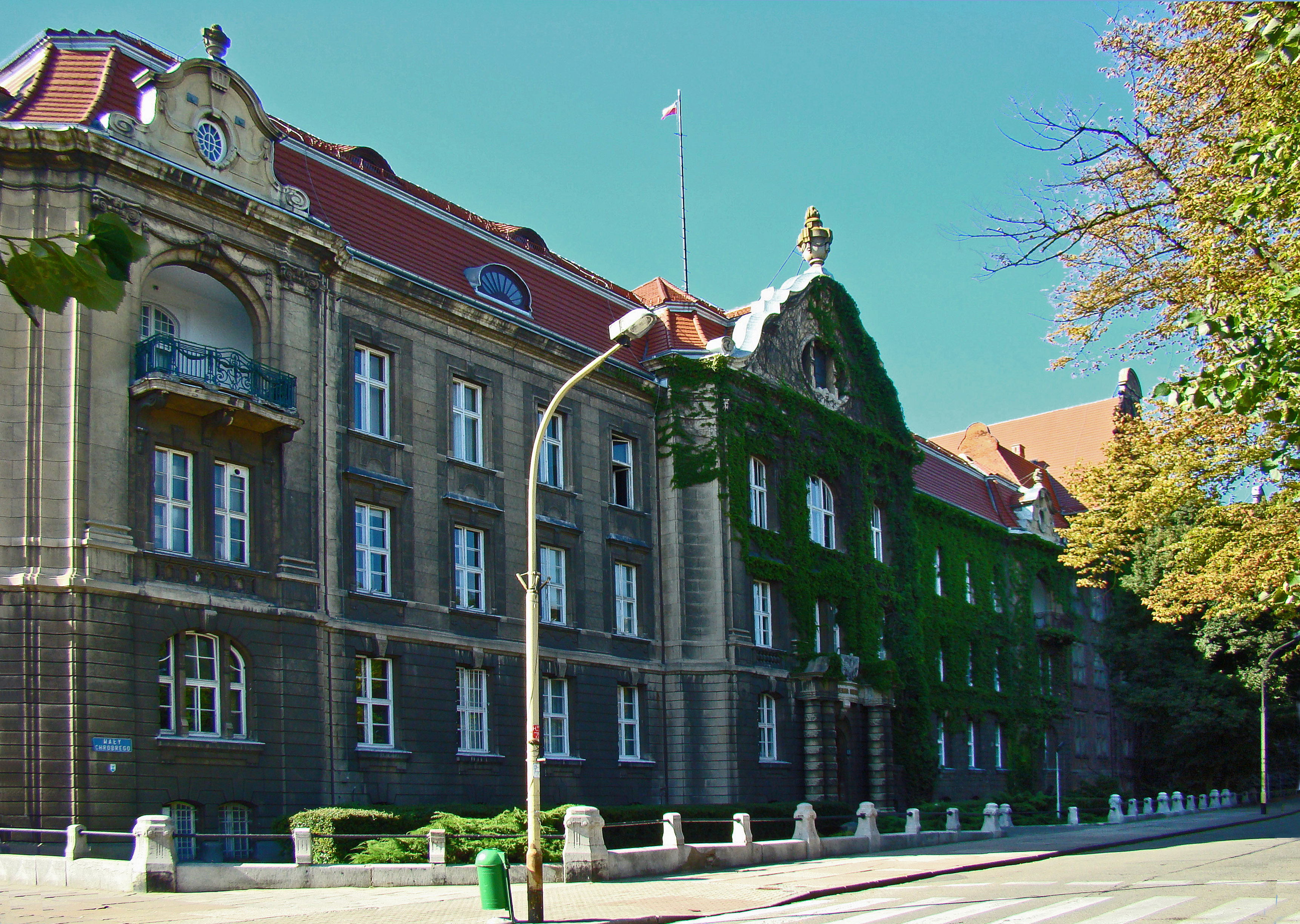
Gmach główny Politechniki Morskiej
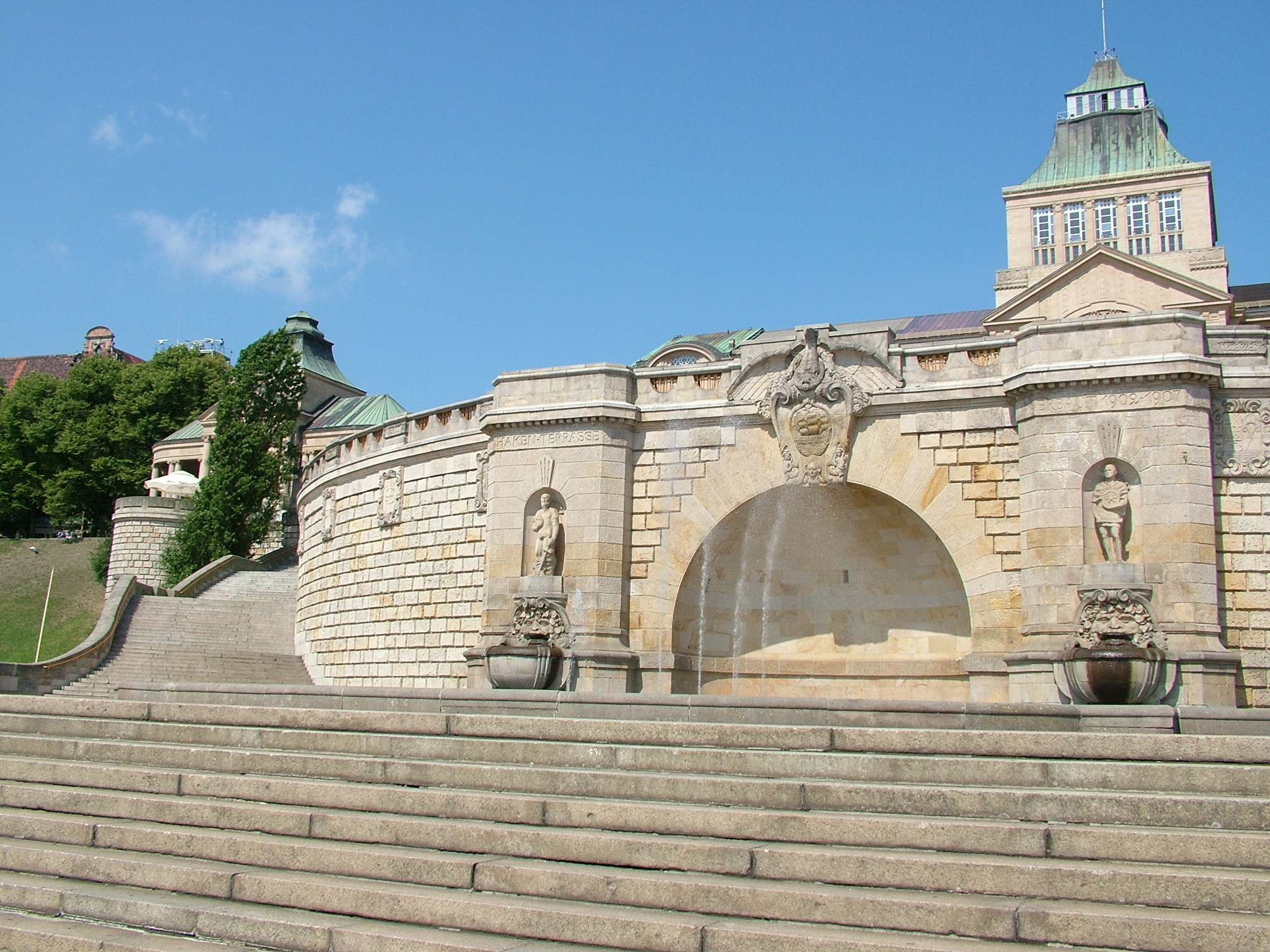
Fontanna
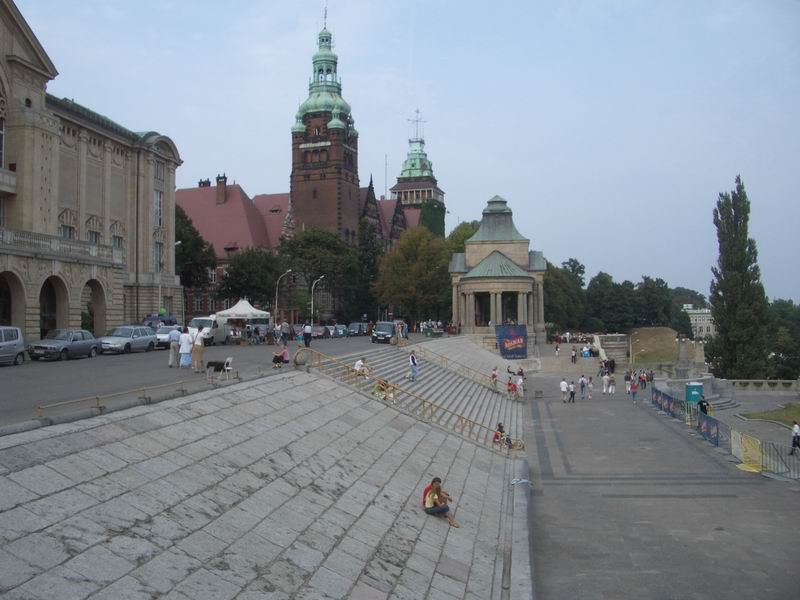
Taras widokowy
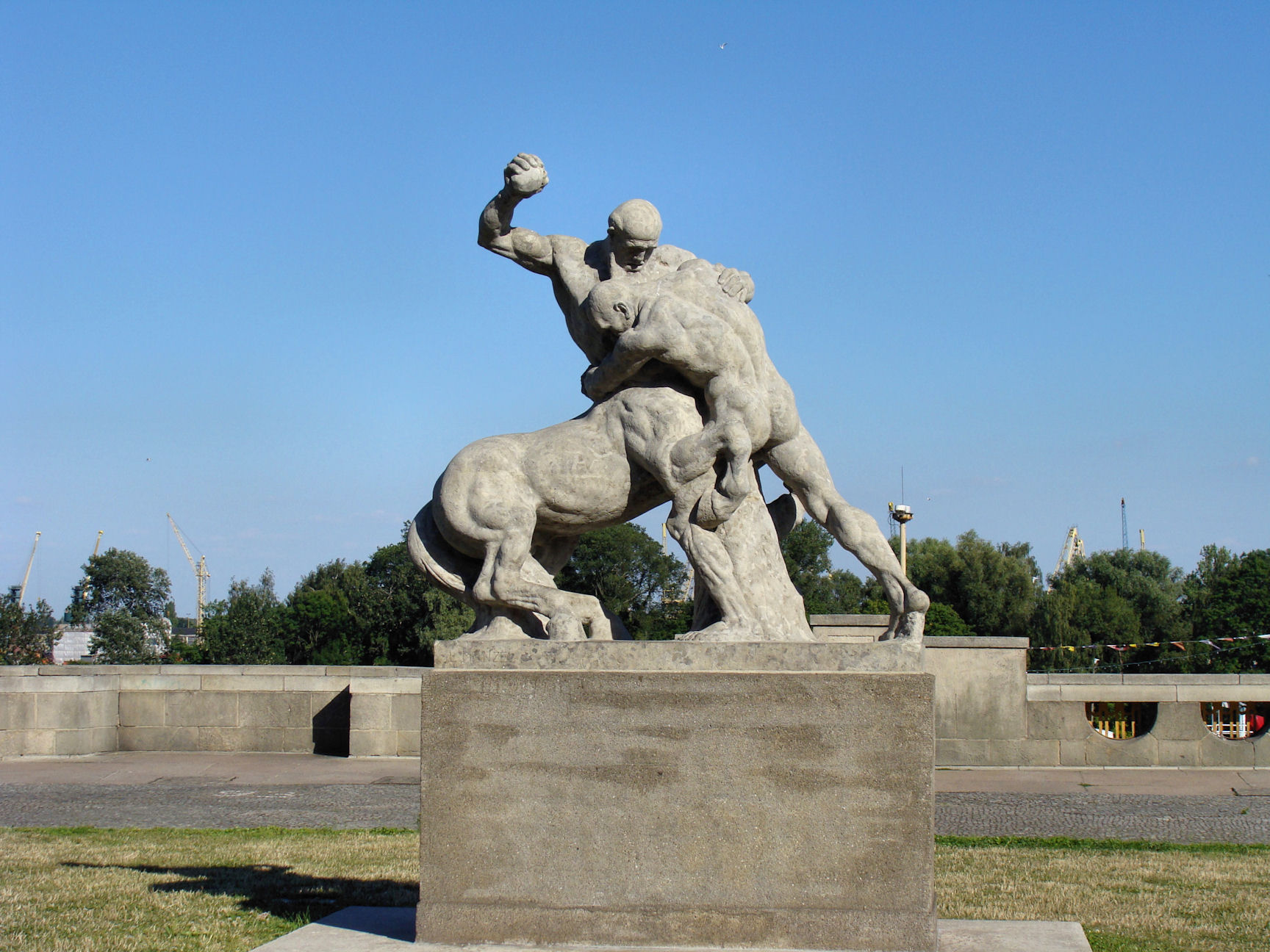
Rzeźba Ludwiga Manzla „Herkules walczący z centaurem”
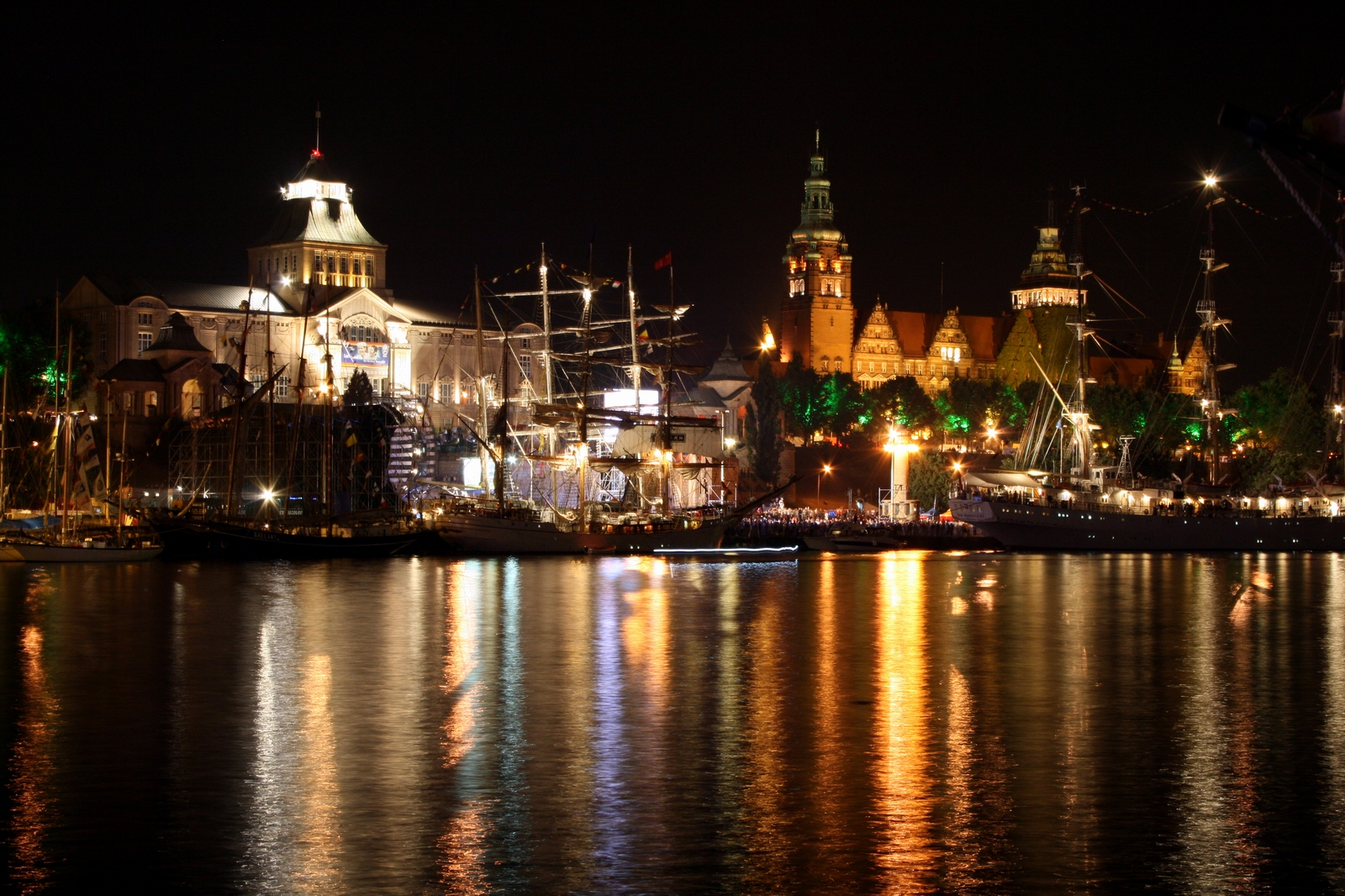
W nocy
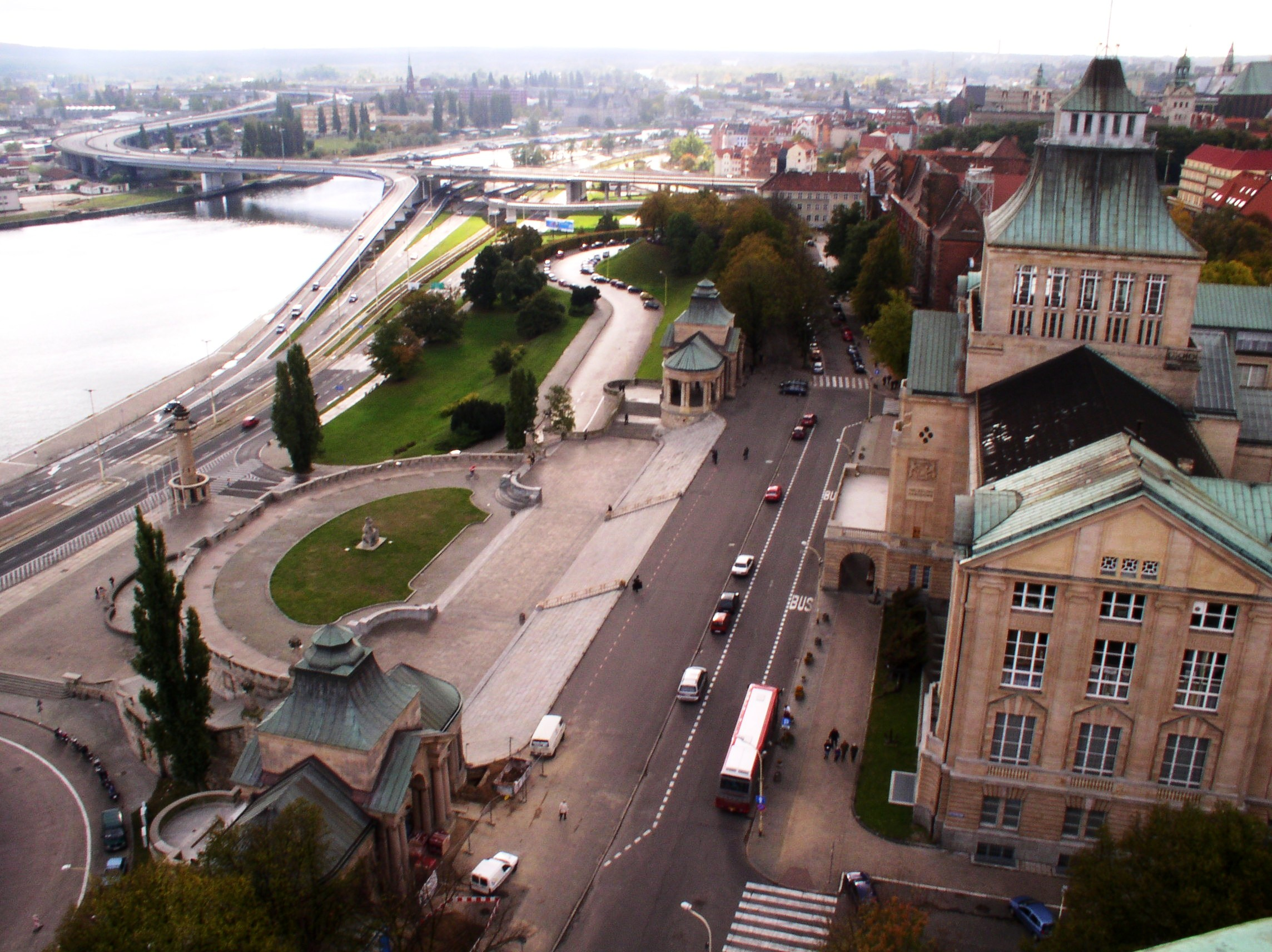
Widok z wieży urzędu wojewódzkiego
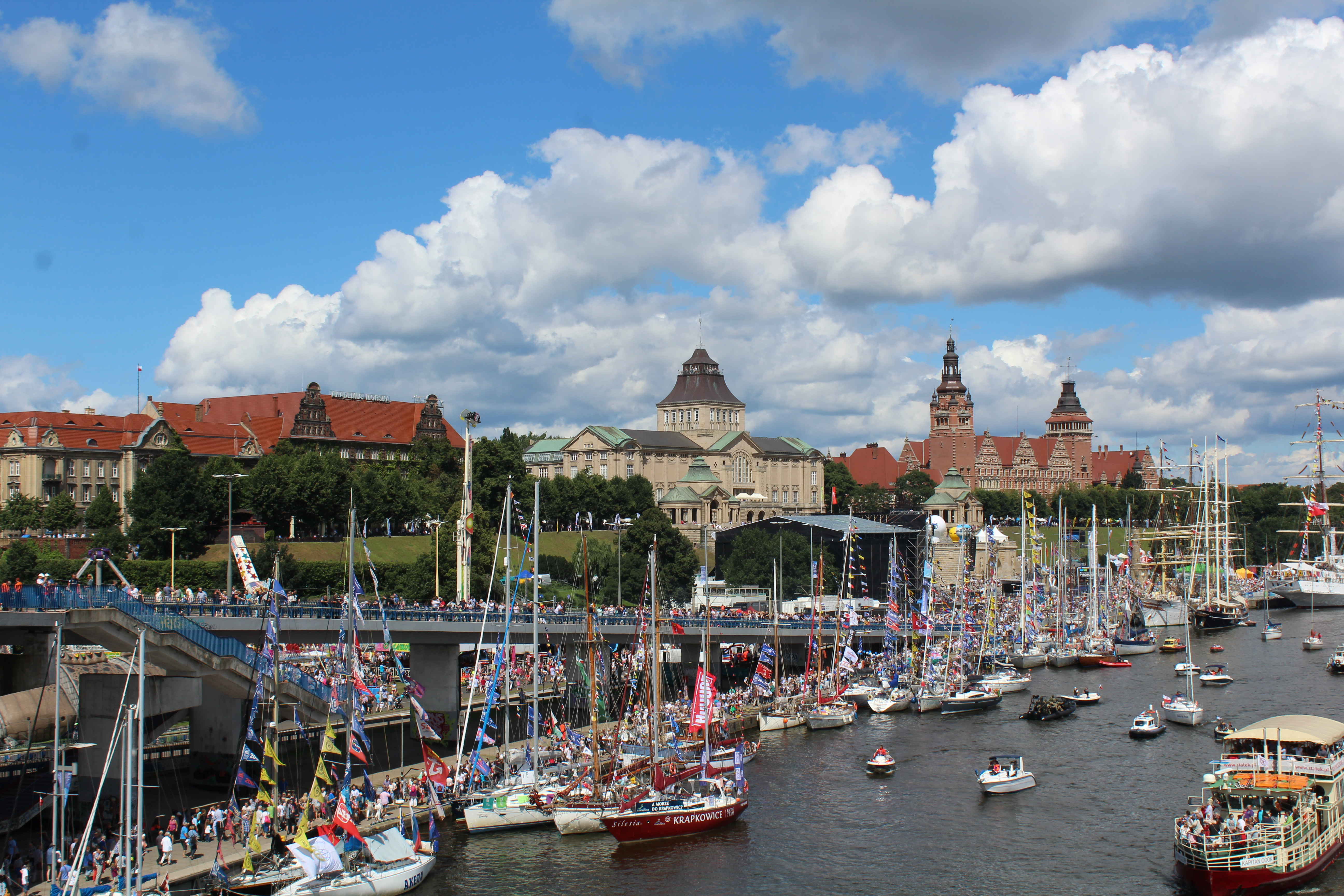
Wały Chrobrego podczas finału The Tall Ships’ Races 2017
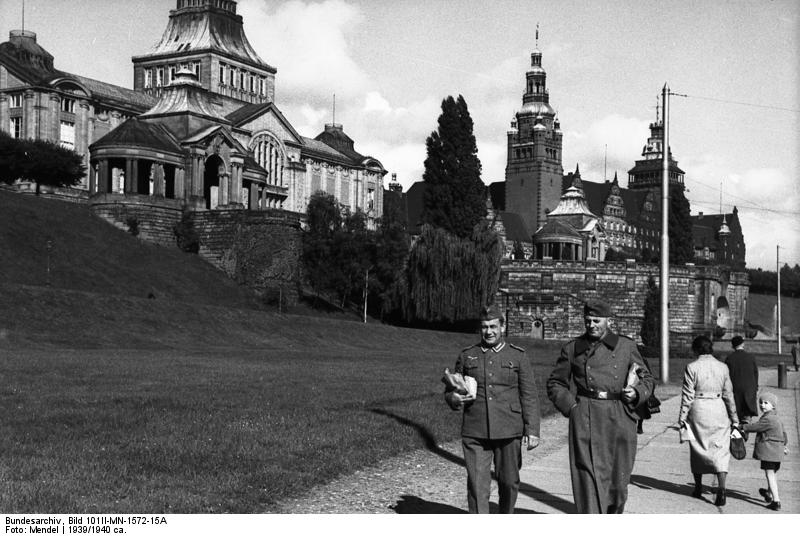
Wały Chrobrego (1939/1940)
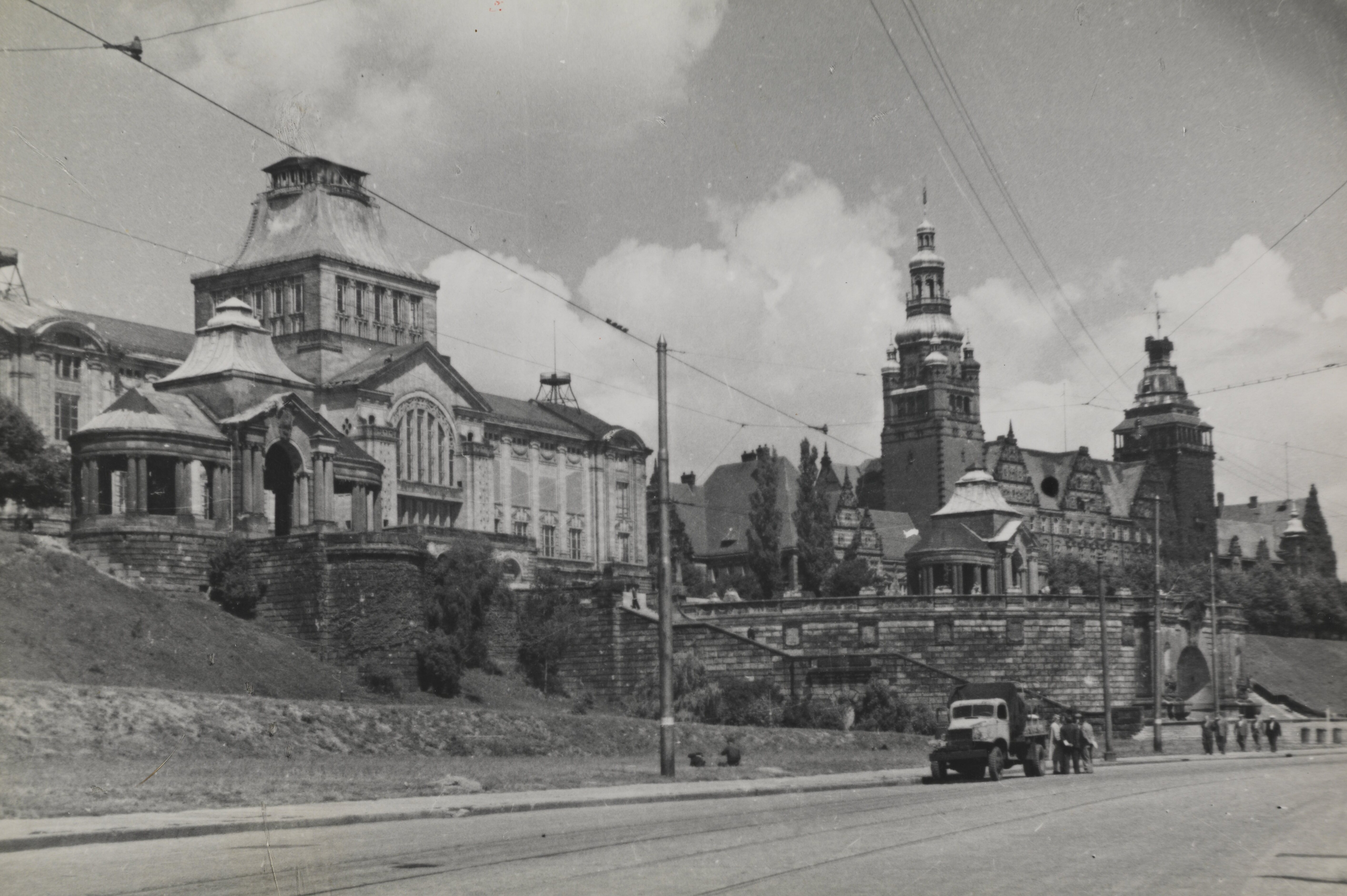
Wały Chrobrego w 1949 roku